# Vestura
Vestura là một chi bướm đêm thuộc họ Erebidae.